# RBPMS
RBPMS‏ (RNA binding protein, mRNA processing factor) هوَ بروتين يُشَفر بواسطة جين RBPMS في الإنسان.